# August Lambert
Pour les articles homonymes, voir Lambert.
L'Oberleutnant August Lambert fut l'un des meilleurs as de la Luftwaffe durant la seconde Guerre mondiale avec 116 victoires. Il présente toutefois la particularité de n'avoir appartenu à aucune unité de chasse et fut en réalité et en termes de victoires aériennes, "l'as des as" de l'aviation d'assaut.

## De l'instruction à la pratique
Né le 18 février 1916, à Kleestadt, dans le grand-duché de Hesse, il rejoignit la Luftwaffe en 1937 et, quoique breveté pilote dès 1938, il passa les cinq années suivantes comme instructeur dans divers centres d'entraînement. Il dut attendre 1943 pour se voir muter, comme Oberfeldwebel et Flugzeugführer, au deuxième groupe de la première escadre de combat (II/.Sch.G 1), laquelle devait être renommée Schlachtgeschwader 2 (SG 2) "Immelmann" quelques mois plus tard. Le 23 avril 1943, il accomplit sa première mission de combat et n'obtiendra sa première victoire homologuée, un Yak-9 que presque un an plus tard, le 12 février 1944. Entre-temps, il a accumulé près de 200 missions de combat comme appui aérien des troupes au sol, opérations au cours desquelles il détruisit une centaine de véhicules divers, tant automobiles qu'hippomobiles, et de nombreuses batteries d'artillerie.

## Exploits en Crimée
C'est au cours des combats défensifs qui se déroulèrent en Crimée et autour du port de Sébastopol, au printemps 1944, qu'il se révèle l'un des meilleurs pilotes de Focke-Wulf Fw 190. Au cours des quatre mois de leur présence dans ce secteur méridional du front est, les pilotes d'assaut du II./SG 2 abattent 247 appareils soviétiques, dont près du tiers sont crédités au seul August Lambert. En seulement trois semaines, l'as va en effet faire grimper son score de 70 victoires en cumulant les succès multiples:
- 10 avril 1944 : 7 victoires[3] ;
- 17 avril 1944 : 12 victoires[3] ;
- 4 mai 1944 : 9 victoires[3] ;
- 6 mai 1944 : 14 victoires[3] ;
- mai 1944 : 17 victoires[3].

Une telle série de succès ne manqua pas d'attirer l'attention des hautes autorités et il fut cité pas moins de quatre fois au Bulletin officiel de la Wehrmacht : le 12 avril (pour la destruction de 12 T-34 par son escadrille, dont 5 lui seront crédités), les 18 avril, 5 mai et 8 mai 1944. Promu Oberleutnant, il reçoit la Ritterkreuz le 14 mai 1944 pour 90 victoires et 300 missions de combat.

## Derniers combats
De juin 1944 à janvier 1945, il est à nouveau muté comme instructeur à la SG 151 et ne rejoint le front qu'en mars 1945 en tant que Staffelkapitän à la 8./SG 77. Il trouve finalement la mort près d'Hoyerswerd le 17 avril, lorsque son escadrille est surprise au décollage par une soixantaine de P-51 américains. En même temps que lui périt un autre as des pilotes d'assaut, le Leutnant Gerhard Bauer (décoré de la Ritterkreuz pour 650 missions). Ils furent enterrés le lendemain au cimetière d'Hutberg, près de Kamenz.
Au cours de 350 missions de guerre, August Lambert avait non seulement obtenu 116 victoires aériennes, mais aussi détruit au sol plusieurs dizaines de chars et plus de 200 véhicules et pièces d'artillerie.

## Sources